# Loyalties
Loyalties é um filme britânico de 1933, do gênero drama, dirigido por Basil Dean, baseado na peça homônima de John Galsworthy.

## Elenco

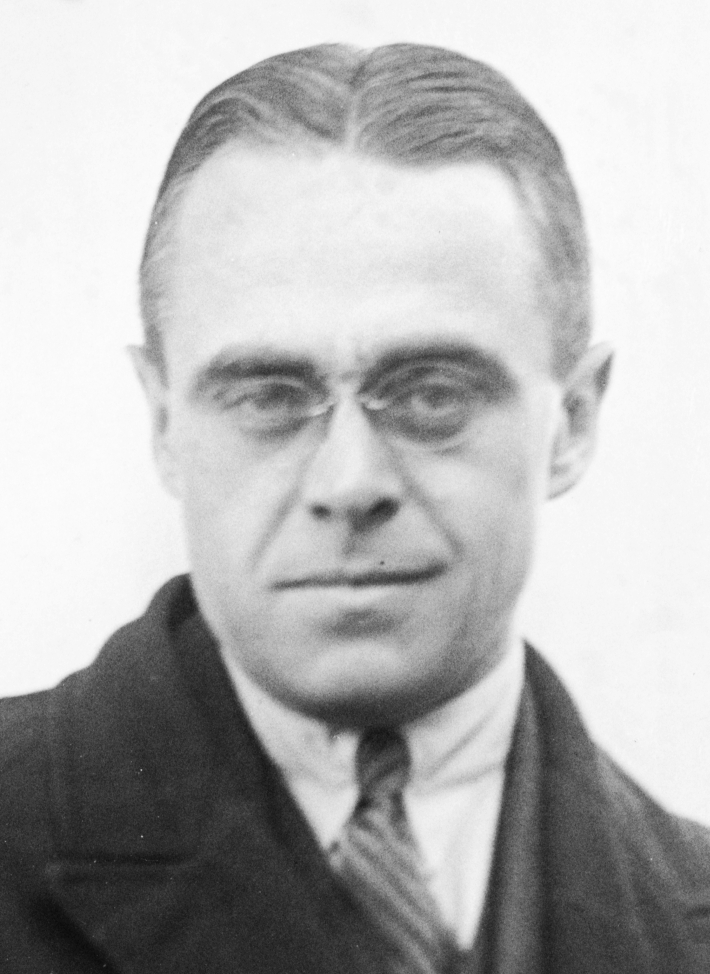
Basil Dean, diretor

- Basil Rathbone ... Ferdinand de Levis
- Heather Thatcher ... Margaret Orme
- Miles Mander ... Capitão Ronald Dancy, DSO
- Joan Wyndham ... Mabel Borring
- Philip Strange ... Major Colford
- Alan Napier ... General Canynge
- Cecily Byrne ... Lady Adela
- Athole Stewart ... Lord St. Erth
- Patric Curwen ... Sir Fredric Blair
- Marcus Barron
- Ben Field ... Gilman
- Griffith Humphreys ... Inspetor Jones
- Robert Coote ... Robert
- Aubrey Dexter ... Kentman
- Laurence Hanray ... Jacob Twisden
- Stafford Hilliard ... Treisure
- Anthony Holles ... Ricardos
- Mike Johnson ... Jenkins
- Arnold Lucy ... Googie
- Don MacKay ... Mike Sawchuck
- Robert Mawdesley ... Edward Graviter
- Maxine Sandra ... filha de Ricardo
- Patrick Waddington ... Augustus Borring
- Algernon West ... Charles Winsor